# Josh Helman
Joshua Helman (Adelaide, 22 febbraio 1986) è un attore australiano.

## Biografia
Nato ad Adelaide, nell'Australia Meridionale, suo padre era un pilota di linea della Ansett e, a causa del suo lavoro, la famiglia si è trasferita più volte quand'era bambino, prima di stabilirsi in pianta stabile nella Sunshine Coast, nel Queensland. Nel 2003 Helman si è diplomato al Collegio Anglicano "Matthew Flinders", una scuola privata di Buderim, nei pressi di Maroochydore. Pur eccellendo nella scrittura creativa, che gli avrebbe permesso di accedere a un programma universitario già alle superiori, vorrebbe diventare un attore e fa domanda per il Bachelor of Fine Arts in recitazione del Queensland University of Technology, risultando uno dei 18 studenti ammessi.
Il primo ruolo che ottiene è quello del cattivo in un ciclo di puntate della soap opera australiana Home and Away nel 2007. Lo stesso anno viene scelto per interpretare il soldato semplice Lew "Chuckler" Juergens nella miniserie televisiva della HBO The Pacific (2010), il suo primo ruolo a Hollywood e quello che lo farà conoscere. Ad esso fa seguire una piccola parte nel film Jack Reacher - La prova decisiva (2012), in cui divide una scena con Tom Cruise.
Nel 2014 recita nel film di supereroi X-Men - Giorni di un futuro passato, interpretando nuovamente un cattivo, un giovane William Stryker, e diventando così il terzo attore della serie, dopo Brian Cox e Danny Huston, a vestire i panni del personaggio al cinema: originariamente, avrebbe dovuto interpretarvi Fenomeno, ma il regista Bryan Singer ha finito col cambiare idea in fase di sviluppo e ha deciso di sostituire Fenomeno col personaggio di Quicksilver, assegnando ad Helman un altro ruolo. Helman è tornato a interpretare Stryker nel sequel X-Men - Apocalisse (2016).
Nel 2015 ha interpretato Slit, uno degli antagonisti di Mad Max: Fury Road, a fianco del Nux di Nicholas Hoult con cui aveva già recitato in X-Men. È tornato a interpretare un cattivo, Scabrous Scrotus, nel successivo film della saga, Furiosa (2024).

## Filmografia parziale

### Cinema
- Animal Kingdom, regia di David Michôd (2010)
- Jack Reacher - La prova decisiva (Jack Reacher), regia di Christopher McQuarrie (2012)
- X-Men - Giorni di un futuro passato (X-Men: Days of a Future Past), regia di Bryan Singer (2014)
- Mad Max: Fury Road, regia di George Miller (2015)
- X-Men - Apocalisse (X-Men: Apocalypse), regia di Bryan Singer (2016)
- Monster Hunter, regia di Paul W. S. Anderson (2020)
- Tredici vite (Thirteen Lives), regia di Ron Howard (2022)
- Furiosa: A Mad Max Saga, regia di George Miller (2024)

### Televisione
- Home and Away – serial TV, 5 puntate (2007)
- Le sorelle McLeod (McLeod's Daughters) – serie TV, episodio 8x22 (2009)
- The Pacific – miniserie TV, 6 puntate (2010)
- Flesh and Bone – miniserie TV, 8 puntate (2015)
- Wayward Pines – serie TV, 10 episodi (2016)
- The Loudest Voice - Sesso e potere (The Loudest Voice) – miniserie TV, 2 puntate (2019)
- Soundtrack – serie TV, episodio 1x08 (2019)
- Harley Quinn – serie TV, episodio 3x11 (2023) - doppiatore

## Doppiatori italiani
Nelle versioni in italiano delle opere in cui ha recitato, Josh Helman è stato doppiato da:
- Guido Di Naccio in X-Men - Giorni di un futuro passato, X-Men - Apocalisse
- Flavio Aquilone in Jack Reacher - La prova decisiva
- Gabriele Tacchi in Mad Max: Fury Road
- Gabriele Sabatini in Flesh and Bone
- Marco Vivio in Wayward Pines
- Alessandro Zurla in The Loudest Voice - Sesso e potere
- Raffaele Carpentieri in Monster Hunter
- Francesco Cavuoto in Furiosa: A Max Max Saga